# كين يامي
كين يامي (باللغة الصينية:"金韻梅"، من مواليد 1864- 4 مارس 1934) تعرف أيضاً باسم تشين يامي أو جين يونمي أو واي ماي كينج، طبيبة صينيًة المولد تربت في الولايات المتحدة. عملت يامي في العديد من الوظائف فكانت مديرة مستشفى، معلمة وخبيرة تغذية. يرجع لها الفضل في تقديم التوفو إلى وزارة الزراعة الأمريكية (USDA) خلال الحرب العالمية الأولى.

## السيرة الذاتية

### النشأة
ولدت كين يامي في عام 1864، في مدينة نينغبو، كان والدها هو القس كينغ لينغ يو (تشين دينغ يو)، اعتنقت يامي المسيحية. عندما كانت طفلة صغيرة، توفي والداها خلال الوباء لتُتَبَنَّى من قبل ديفي بيثون مكارتي وجوانا نايت مكارتي أثناء إحدى حملات التبشير الأمريكية.
أطلقت عليها عائلتها الجديدة اسم واي ماي كينج وشجعوها على استخدامه. تعلمت ماي اللغة الصينية، الإنجليزية، اليابانية والفرنسية. التحقت بكلية طب النساء في نيويورك وتخرجت منها في المرتبة الأولى على صفها. حضر القنصل الصيني حفل التخرج ليشهد إنجازها. تابعت مزيدًا من الدراسة في فيلادلفيا وواشنطن العاصمة في عام 1888 أصبحت أول امرأة صينية تحصل على شهادة طبية في الولايات المتحدة. تعلمت أيضًا مهارات التصوير الفوتوغرافي ونشرت مقالًا في إحدى المجلات العلمية حول الصور المجهرية أثناء دراستها في كلية الطب.

### الحياة العملية

كين يامي، من منشور عام 1905.

عملت يامي في الفترة ما بين عام 1890 إلى عام 1894 في مستشفى للنساء والأطفال في كوبي، اليابان. كانت في تلك الفترة أيضا تتلقى علاجا للملاريا. كانت المشرفة في مستشفى النساء وأشرفت على برنامج تدريب الممرضات في تيانجين، أيرجع لها الفضل في تأسيس كلية الطب الشمالية للبنات في زيلي عام 1907.
ألقت يامي العديد من المحاضرات في الولايات المتحدة حول الثقافة الصينية، النساء والطب، أشهرهم الخطاب الذي ألقته أمام الجمعية الطبية في لوس أنجلوس، وخطاب قاعة كارنيجي. كما نشرت العديد من المقالات مثل مقالة حول الحي الصيني هونولولو في مجلة أوفرلاند الشهرية (1902)، مقال عن فول الصويا في نيويورك تريبيون (1904).
قضت يامي فترة الحرب العالمية الأولى في الولايات المتحدة، حيث عملت مع وزارة الزراعة الأمريكية في دراسة الحبوب الغذائة والإستخدامات الغذائية المختلفة لفول الصويا. نجحت في تلك الفترة في عرض التوفو لعلماء الغذاء الأميركيين. ألقت كلمة في مؤتمر السلام الدولي في عام 1904، المقام في مدينة نيويورك.

### الحياة الشخصية
تزوجت كين يامي من هيبوليتوس لايسولا أمادور إكا دا سيلفا، عام 1894 في اليابان. كان زوجها السيد دا سيلفا تاجرًا ومترجمًا وُلِد في هونغ كونغ. لم يستمر الزواج طويلا حيث إنفصل الثنائي في عام 1904. رزق الثنائي بإبن يدعى ألكساندر، من مواليد 1895 ولد في هونولولو، هاواي. توفي في عام 1918 بعد مشاركته في الحرب العالمية الأولى كجندي أمريكي، في فرنسا ودُفن في مقبرة أرلينغتون الوطنية تحت اسم «ألكسندر كين».
أمضت كين يامي سنواتها الأخيرة في بكين وتوفيت نتيجة إصابتها بالالتهاب الرئوي في عام 1934، عن عمر يناهز 70 عامًا.

## وصلات خارجية
- يجهلها الكثير: يامي كين، الطبيبة الصينية التي قدمت التوفو إلى الغرب- نيويورك تايمز.
- السيرة الذاتية ليامي كين.